# Southern Leyte State University

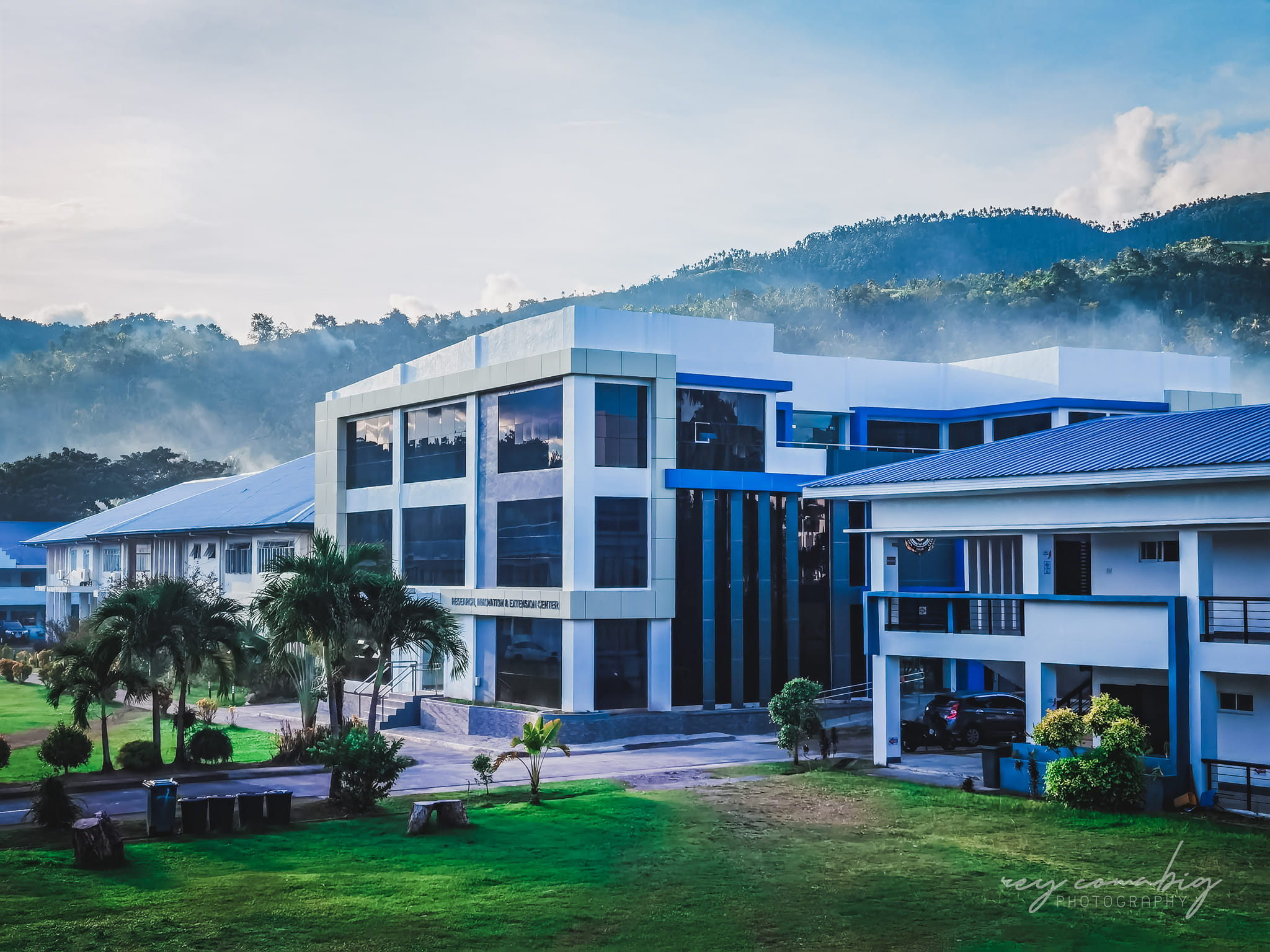
Gebäude für Forschung, Innovation und Beratungsdienste der Southern Leyte State University in Sogod, Southern Leyte, Philippinen

Die Southern Leyte State University (SLSU) ist eine staatliche Universität auf den Philippinen und gilt als eine bedeutende Bildungseinrichtung in der Verwaltungsregion Eastern Visayas. Im zweiten Semester 2011 schrieben sich 6.990 Studenten an der Universität ein.

## Standorte
Sie hat fünf Standorte in folgenden Gemeinden: 
- der Hauptcampus der Universität befindet sich im Barangay San Roque in Sogod in der Provinz Southern Leyte
- der SLSU-Tomas Oppus Campus Tomas Oppus, Southern Leyte
- der SLSU-Bontoc Campus befindet sich in Bontoc, Southern Leyte
- der SLSU-San Juan Campus befindet sich in San Juan, Southern Leyte
- der SLSU-Hinunangan Campus befindet sich in Hinunangan, Southern Leyte

## Fakultäten
Die Southern Leyte State University beherbergt zehn verschiedene Fakultäten, diese sind in Hochschul- und Fachschulbereiche, sowie in der Berufsausbildung in Colleges gegliedert. Dieses sind die College Arts and Sciences, Computer Studies, Criminology, Engineering, Food Technology, Graduate Studies, Hotel and Tourism, Industrial Education, Industrial Technology und das College of Accreditation Status.

## Geschichte
Die Geschichte der Universität begann am 7. Juli 1969, als die Sogod National Trade School eröffnet wurde. 1981 wurde sie umbenannt in die Southern Leyte School of Arts and Trade. Am 1. März wurde ihr der Status eines Colleges verliehen und das Leyte State College of Science and Technology (SLSCST) konnte eröffnet werden. Am 7. März 2004 wurde dem College der Status einer Universität zuerkannt. Infolge der Bildung der Universität wurde das Southern Leyte State College of Science and Technology in Sogod und das Tomas Oppus Normal College in die Organisationsstruktur eingegliedert.